# جان شارل غاليسار دو مارينياك
جان شارل غاليسار دو مارينياك (بالفرنسية: Jean Charles Galissard de Marignac)‏ هو عالم كيمياء سويسري عاش في القرن التاسع عشر في الفترة ما بين سنتي 1817 - 1894.
ساهم دو ماريناك في ترسيخ مفهوم الكتلة الذرية النسبية، وساهمت أبحاثه على العناصر الأرضية النادرة في اكتشاف عنصري الإتيربيوم في سنة 1878 وعنصر الغادولينيوم في سنة 1880.
كانت لجان شارل غاليسار دو مارينياك مساهمات جليلة في تطور الكيمياء اللاعضوية؛ لذلك قامت سويسرا في سنة 2011 بوضع لوحة تكريمية لإنجازاته مكان مختبره في جامعة جنيف.